# Lourdesgrot (Baexem)
De Lourdesgrot is een Lourdesgrot in Baexem in de Nederlandse gemeente Leudal. De grot staat aan de voet van de motte Baronsberg niet ver van de Haelense Beek ten zuidoosten van het dorp. Ten oosten van de grot ligt Exaten en ten noordwesten Kasteel Baexem.
De grot is gewijd aan de heilige Maria, specifiek aan Onze-Lieve-Vrouw van Lourdes.

## Geschiedenis
In 1878 werd de Lourdesgrot opgericht door een Duitse monnik van het klooster Exaten.